# جيش سوريا الحرة
جيش سوريا الحرة، والمعروف مسبقًا باسم جيش سوريا الجديد أو جيش مغاوير الثورة هو فصيل في الحرب الأهلية السورية مدرَّب من قبل الولايات المتحدة بالقرب من قاعدة التنف المحاذية للحدود العراقية السورية غربي الأنبار.
كان جيش سوريا الجديد مجموعة من المنشقين عن الجيش العربي السوري أنشئت خلال الحرب الأهلية السورية. تأسست في نوفمبر 2015، وسعت لطرد تنظيم الدولة الإسلامية من شرق سوريا. وزعمت أنها تلقت تدريب وأسلحة متطورة من جبهة الأصالة والتنمية والسي آي إيه. في ديسمبر 2016 تفكك جيش سوريا الجديد ليتم تشكيل جيش مغاوير الثورة بدلًا منه، وفي 2022 تفكك الجيش مرة أخرى ليصبح اسمه جيش سوريا الحرة.